# Ежов, Александр Иванович
Александр Иванович Ежов (13 [26] апреля 1905, Серпухов, Московская губерния — не ранее 1959) — советский железнодорожный управленец и инженер, 4-й начальник Московского метрополитена (1950—1959).

## Биография
Александр Ежов родился в Серпухове в семье Ивана Степановича, работавшего учителем в одной из московских начальных школ, и акушерки-фельдшерицы Фаины Семёновны. Отец после Октябрьской революции работал в издательской сфере, а в 1923 году, когда сын окончил московскую школу II ступени, оставил семью.
Александр к тому моменту успел поступить в 1-й МГУ, но вскоре был вынужден содержать семью и ушёл работать электромонтёром в «Электротресте» Центрального района столицы. В дальнейшем с сентября 1925 года по декабрь 1926 года он работал на той же должности на заводе «Серп и Молот».
В августе 1927 года Александр Ежов поступил на электротяговый факультет Института народного хозяйства им. Плеханова. В 1930 году факультет был влит в структуру Московского энергетического института, который он окончил в 1931 году. После окончания института в 1931 году Ежов начал работать инженером в Мострамвайтресте.
В октябре 1931 года был призван в РККА и отслужил год при Военно-инженерной академии в Ленинграде.

### Работа в Метрострое и Московском метрополитене
После возвращения из армии в октябре 1932 года поступил инженером в московский Метрострой. В феврале 1935 года Ежова перевели в Московский метрополитен, где шла подготовка к запуску первой очереди. Там вплоть до 1936 года работал начальником технического отдела депо, после занимал должность старшего инженера Бюро нового подвижного состава.
С 1937 и до 1943 года работал на должности начальника технического отдела управления метрополитена. В мае 1943 года стал главным инженером метрополитена.

### Руководство метрополитеном
Под началом Александра Ежова была проведена большая работа по расширению пропускной способности метро, автоматизации и повышению безопасности: реконструированы системы сигнализации и блокировки, что увеличило интенсивность движения до 40 пар поездов в час и повысило их скорость на отдельных участках до 70 км/час; радиофицированы составы, тяговые и понизительные подстанции перешли на автотелеуправление, прошло внедрение диспетчерской централизации блок-постов.
Также были разработаны и внедрены облегчённые вагоны типа «Д». На Сокольнической линии (тогда Кировско-Фрунзенской) запустили составы из семи вагонов. В 1952 году на станции «Красные Ворота» появился первый турникет с фотоэлементом.
Под его руководством было проложено 30,5 км путей и введено в эксплуатацию 26 новых станций, в том числе замкнута Кольцевая линия в 1954 году.
Ежов был инициатором создания строительной организации при метрополитене, которая для нужд сотрудников метро построила к концу 1950-х 31 тыс. м² жилья.
В октябре 1959 года Александр Ежов был освобождён от занимаемой должности, его место занял Александр Новохацкий. В дальнейшем Ежов работал начальником службы подвижного состава метрополитена.

## Награды
Александр Ежов за свою трудовую деятельность был неоднократно отмечен государственными и ведомственными наградами и званиями:
- Орден Ленина;
- Орден Трудового Красного Знамени;
- Орден Красной Звезды;
- Орден «Знак Почёта»;
- Орден Отечественной войны I степени;
- Медаль «За оборону Москвы»;
- Медаль «За доблестный труд в Великой Отечественной войне 1941—1945 гг.»;
- Медаль «За трудовую доблесть»;
- Знак «Почётный железнодорожник».